# Vilhelm V av Hessen-Kassel
Vilhelm V av Hessen-Kassel, född den 14 februari 1602 i Kassel, död den 21 september 1637 i Leer, var en monark (lantgreve) av Hessen-Kassel från 1627 till sin död. Han var son till Moritz den lärde och Agnes av Solms-Laubach.

## Familj
Vilhelm V gifte sig 21 september 1619 med Amalie Elisabeth av Hanau-Münzenberg, dotter till greve Philipp Ludwig II av Hanau-Münzenberg. Paret fick 12 barn:
- Agnes (1620–1621)
- Moritz (1621–1621)
- Elisabeth (1623–1624)
- Wilhelm (1625–1626), arvprins till Hessen-Kassel
- Emilie (1626–1693), gift 1648 med greve Henri Charles de La Trémoille (1620–1672)
- Vilhelm VI (1629–1663), lantgreve av Hessen-Kassel, gift 1649 med Hedvig Sofia av Brandenburg (1623–1683)
- Charlotte (1627–1686), gift 1650–1657 med Karl I Ludvig av Pfalz (1617–1680). Äktenskapet upplöstes i skilsmässa.
- Philipp (1630–1638)
- Adolf (1631–1632)
- Karl (1633–1635)
- Elisabeth (1634–1688), abbedissa i Herford
- Luise (1636–1638)